# Руфий Претекстат Постумиан
Флавий Руфий Претекстат Постумиан (на латински: Flavius Rufius Praetestatus Postumianus) е политик на Западната Римска империя през 5 век.

## Биография
Той е син на Авит Мариниан (консул 423 г.) и Анастасия, които са християни. Брат е на претора Руфий Вивенций Гал.
Постумиан е първо квестор candidatus, претор urbano, трибун и notarius praetorianus и praefectus urbi. През 448 г. той е консул заедно с Флавий Зенон.